# Xã Highland Grove, Quận Clay, Minnesota
Xã Highland Grove (tiếng Anh: Highland Grove Township) là một xã thuộc quận Clay, tiểu bang Minnesota, Hoa Kỳ. Năm 2010, dân số của xã này là 288 người.